# Liste der Orchideengattungen

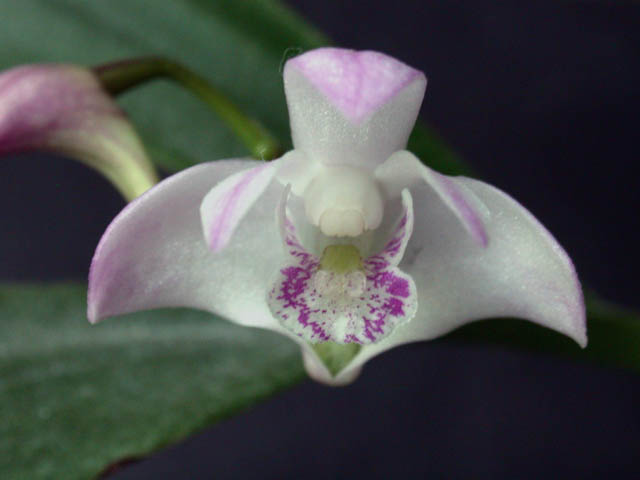
Dendrobium kingianum

Die Familie der Orchideengewächse (Orchidaceae) besteht aus rund 1000 Gattungen mit insgesamt bis zu 30.000 Arten.

## Liste der wissenschaftlichen Gattungsnamen
Die folgende Liste erhebt keinen Anspruch auf Vollständigkeit und Aktualität (auch veraltete Taxa können auftauchen). 

### A

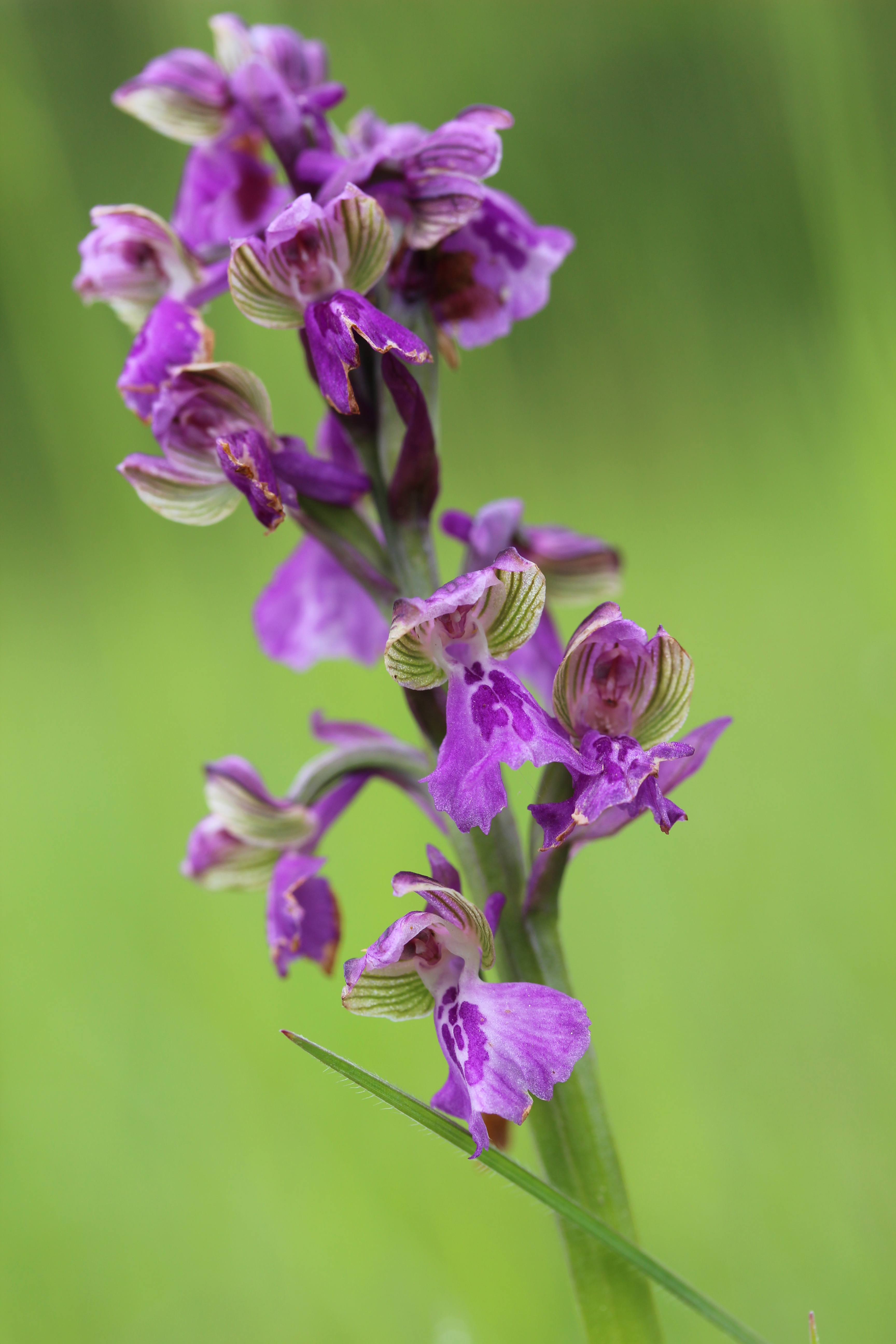
Anacamptis morio

Aa
Abdominea
Acacallis
Acampe
Acanthephippium
Aceras (Ohnhorn)
Aceratorchis
Acianthus
Acineta
Acoridium
Acostaea
Acriopsis
Acrochaene
Acrolophia
Acrorchis
Ada
Adamantinia
Adenochilus
Adenoncos
Adipe
Adrorhizon
Aenhenrya
Aerangis
Aeranthes
Aerides
Aeridostachya
Aganisia
Aglossorrhyncha
Agrostophyllum
Ala
Alamania
Alatiliparis
Altensteinia
Amblostoma
Amblyanthe
Amblyanthus
Ambrella
Amerorchis
Amesiella
Amitostigma
Amparoa
Anacamptis (Hundswurzen)
Anaphora
Anathallis
Ancistrochilus
Ancistrorhynchus
Androcorys
Andinia
Angraecopsis
Angraecum
Anguloa
Ania
Anneliesia
Anoectochilus
Ansellia
Anteriorchis
Anthogonium
Anthosiphon
Antillanorchis
Aorchis
Aphyllorchis
Aplectrum
Aporostylis
Aporum
Apostasia
Appendicula
Aracamunia
Arachnis
Archineottia
Arethusa
Armodorum
Arnottia
Arpophyllum
Arthrochilus
Artorima
Arundina
Ascidieria
Ascocentropsis
Ascocentrum
Ascochilopsis
Ascochilus
Ascoglossum
Ascolabium
Aspasia
Aspidogyne
Auliza
Aulosepalum
Aulostylis
Australorchis
Auxopus

### B
Baptistonia
Barbosella
Barbrodria
Barkeria
Barlia (Mastorchis)
Barombia
Bartholina
Basigyne
Basiphyllaea
Baskervilla
Batemannia
Beadlea
Beclardia
Beloglottis
Benthamia
Benzingia
Bhutanthera
Bidoupia
Biermannia
Bifrenaria
Binotia
Bipinnula
Blephariglottis
Bletia
Bletilla
Bogoria
Bolbidium
Bollea
Bolusiella
Bonatea
Bonniera
Bothriochilus
Braasiella
Brachionidium
Brachtia
Brachycorythis
Brachypeza
Brachystele
Bracisepalum
Braemia
Brasilocycnis
Brassavola
Brassia
Brenesia
Briegeria
Bromheadia
Broughtonia
Brownleea
Buchtienia
Buesiella
Bulbophyllum
Bulleyia
Burnettia
Burnsbaloghia

### C

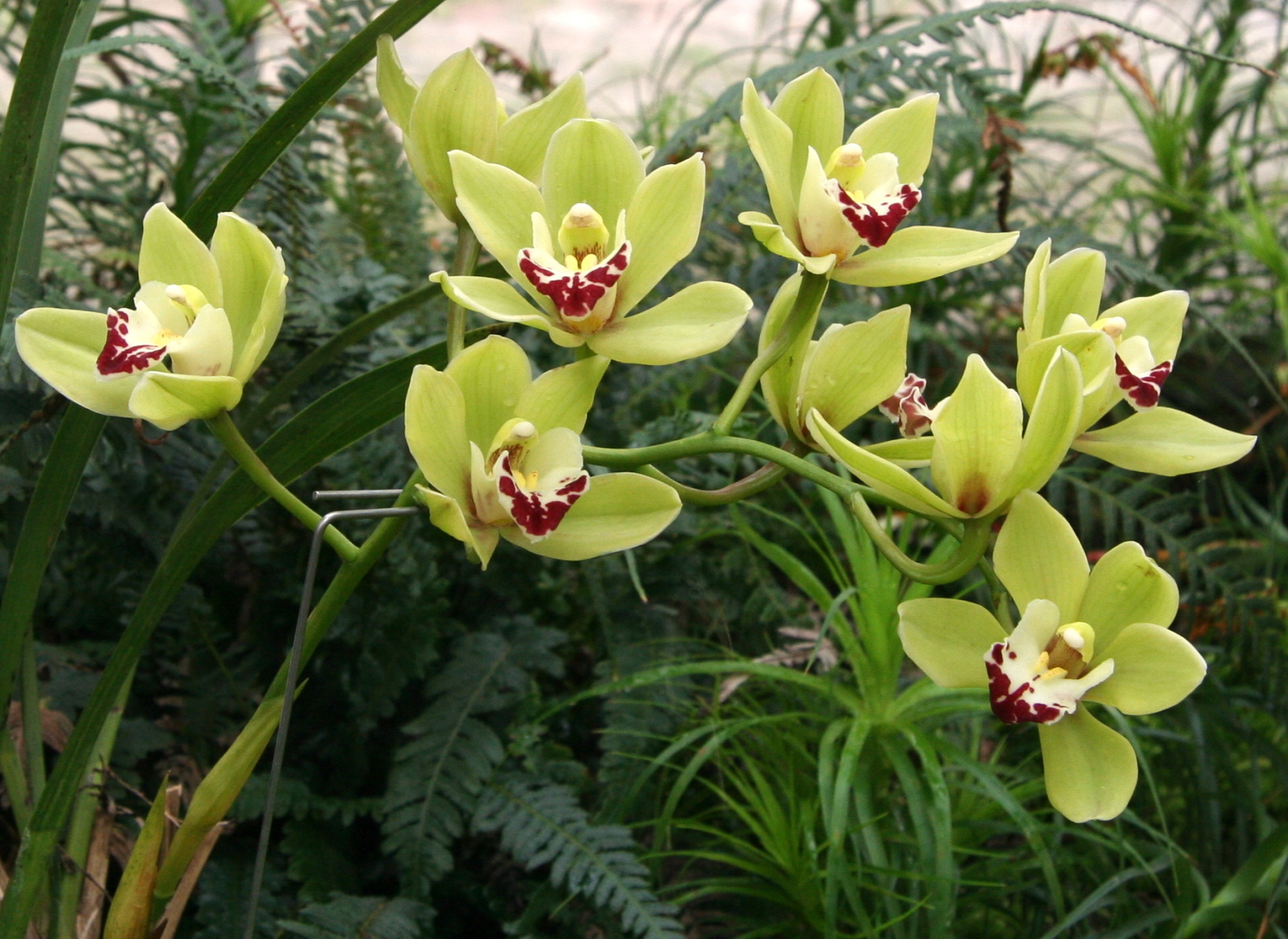
Cymbidium-Hybride

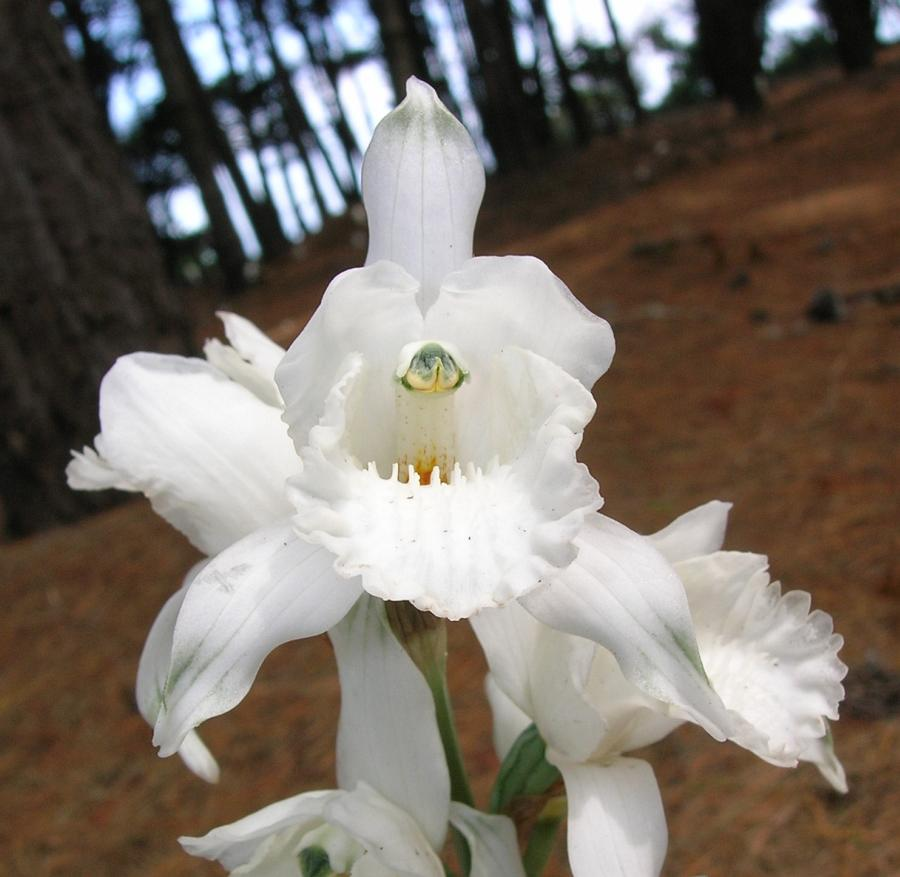
Chloraea crispa

Cadetia
Caladenia
Calanthe
Caleana
Callista
Callostylis
Calochilus
Calonema
Calopogon
Caluera
Calymmanthera
Calypso
Calyptrochilum
Campanulorchis
Campylocentrum
Cannaeorchis
Capanemia
Cardiochilus
Catasetum
Cattleya
Cattleyella
Caucaea
Caularthron
Centrogenium
Centroglossa
Centrosis
Centrostigma
Cephalanthera (Waldvöglein)
Cephalantheropsis
Ceratandra
Ceratocentron
Ceratochilus
Ceratostylis
Chamaeangis
Chamaeanthus
Chamaegastrodia
Chamaeleorchis
Chamelophyton
Chamorchis (Zwergstendel) 
Changnienia
Chaseella
Chaubardia
Chaubardiella
Chauliodon
Cheiradenia
Cheirorchis
Cheirostylis
Chelonistele
Chelyorchis
Chiloglottis
Chilopogon
Chiloschista
Chitonanthera
Chitonochilus
Chloraea
Chondradenia
Chondrorhyncha
Chondroscaphe
Christensonia
Chroniochilus
Chrysocycnis
Chrysoglossum
Chusua
Chysis
Chytroglossa
Cirrhaea
Cirrhopetalum
Cischweinfia
Claderia
Cleisocentron
Cleisomeria
Cleisostoma
Cleisostomopsis
Cleistes
Clematepistephium
Clowesia
Coccineorchis
Cochleanthes
Cochlioda
Cocleorchis
Codonorchis
Codonosiphon
Coelia
Coeliopsis
Coeloglossum (Hohlzungen)
Coelogyne
Cogniauxiocharis
Coilochilus
Collabium
Collare-Stuartense
Comparettia
Comperia
Conchidium
Condylago
Constantia
Cooktownia
Corallorrhiza (Korallenwurzen)
Cordiglottis
Corunastylis
Coryanthes
Corybas
Corycium
Corymborkis
Corysanthes
Costaricaea
Cottonia
Cotylolabium
Cranichis
Cremastra
Cribbia
Crossoglossa
Crybe
Cryptanthemum
Cryptarrhena
Cryptocentrum
Cryptochilus
Cryptphoranthus
Cryptopus
Cryptopylos
Cryptostylis
Cuitlauzina
Cyanaeorchis
Cyanicula
Cybebus
Cyclopogon
Cycnoches
Cydoniorchis
Cylindrolobus
Cymbidiella
Cymbidium
Cymboglossum
Cynorkis
Cyphochilus
Cypholoron
Cypripedium (Frauenschuh)
Cyrtidiorchis
Cyrtuchilum
Cyrtopodium
Cyrtorchis
Cyrtosia
Cyrtostylis
Cystorchis

### D

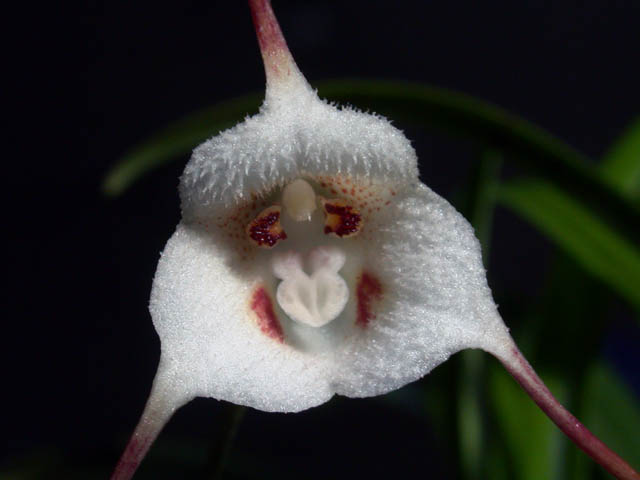
Dracula lotax

Dactylorhiza (Knabenkräuter)
Dactylorhynchus
Dactylostalix
Danhatchia
Degranvillea
Deiregyne
Dendrobium
Dendrochilum
Dendrophylax
Diadenium
Diaphananthe
Diceratostele
Dicerostylis
Dichaea
Dichromanthus
Dickasonia
Dictyophyllaria
Didiciea
Didymoplexiella
Didymoplexis
Diglyphosa
Dignathe
Dilochia
Dilochiopsis
Dilomilis
Dimerandra
Dimorphorchis
Dinema
Dinklageella
Diothonea
Diphylax
Diplandrorchis
Diplocaulobium
Diplocentrum
Diplolabellum
Diplomeris
Diploprora
Dipodium
Dipteranthus
Dipterostele
Disa
Discyphus
Disperis
Distylodon
Dithyridanthus
Diuris
Dockrillia
Dodsonia
Dolichocentrum
Domingoa
Doritis
Dossinia
Dracula
Drakaea
Dresslerella
Dressleria
Dryadella
Dryadorchis
Drymoanthus
Drymoda
Duckeella
Dunstervillea
Dyakia

### E

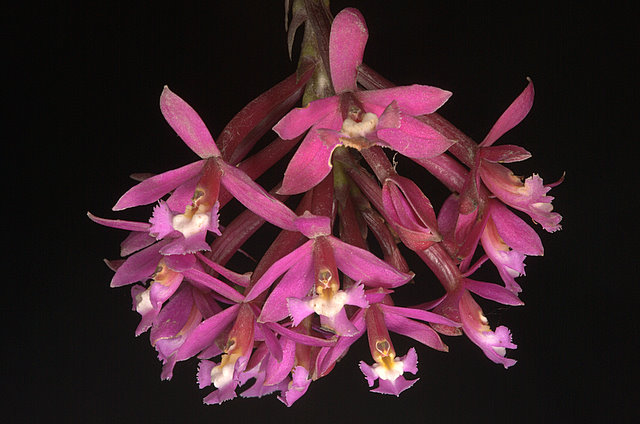
Epidendrum secundum

Earina
Eggelingia
Eleorchis
Elleanthus
Eloyella
Eltroplectris
Elythranthera
Embreea
Encyclia
Entomophobia
Eparmatostigma
Ephippianthus
Epiblastus
Epiblema
Epicranthes
Epidanthus
Epidendrum
Epigeneium
Epilyna
Epipactis (Stendelwurzen)
Epipogium (Widerbart)
Epistephium
Eria
Eriaxis
Eriochilus
Eriodes
Eriopexis
Eriopsis
Eurycina
Erythrodes
Erythrorchis
Esmeralda
Euanthe
Eucosia
Eulophia
Eulophiella
Euphlebium
Eurycentrum
Eurychone
Eurystyles
Evotella

### F
Fernandezia
Ferruminaria
Fimbriella
Flickingeria
Frondaria
Fuertesiella
Funkiella

### G
Galeandra
Galearis
Galeola
Galeottia
Galeottiella
Garaya
Gastrochilus
Gastrodia
Gastrorchis
Gavilea
Geesinkorchis
Gennaria
Genoplesium
Genyorchis
Geoblasta
Geodorum
Glomera
Glossodia
Glossorhyncha
Gomesa
Gomphichis
Gonatostylis
Gongora
Goniochilus
Goodyera (Netzblatt)
Govenia
Gracielanthus
Grammangis
Grammatophyllum
Graphorkis
Grastidium
Greenwoodia
Grobya
Grosourdya
Guarianthe
Gularia
Gunnarella
Gunnarorchis
Gymnadenia (Händelwurzen)
Gymnadeniopsis
Gymnochilus
Gynoglottis

### H

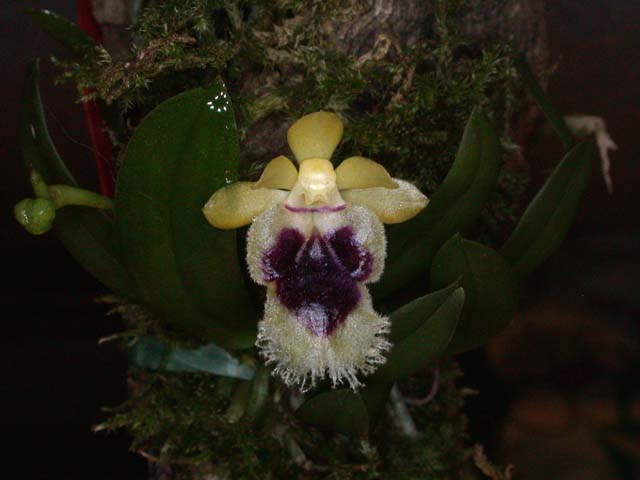
Gastrochilus retrocallus (syn. Haraella odorata)

Habenaria (Kanarenstendel) 
Hagsatera
Hammarbya (Weichorchis)
Hancockia
Hapalochilus
Hapalorchis
Haraella
Harrisella
Hederorkis
Helcia
Helleriella
Helonoma
Hemipilia
Herminium (Honigorchis)
Herpetophytum
Herpysma
Herschelianthe
Hetaeria
Heterozeuxine
Hexalectris
Hexisea
Himantoglossum (Riemenzungen)
Hintonella
Hippeophyllum
Hirtzia
Hispaniella
Hoehneella
Hofmeisterella
Holcoglossum
Holopogon
Holothrix
Homalopetalum
Horichia
Hormidium
Horvatia
Houlletia
Huntleya
Huttonaea
Hybochilus
Hygrochilus
Hylophila
Hymenorchis

### I

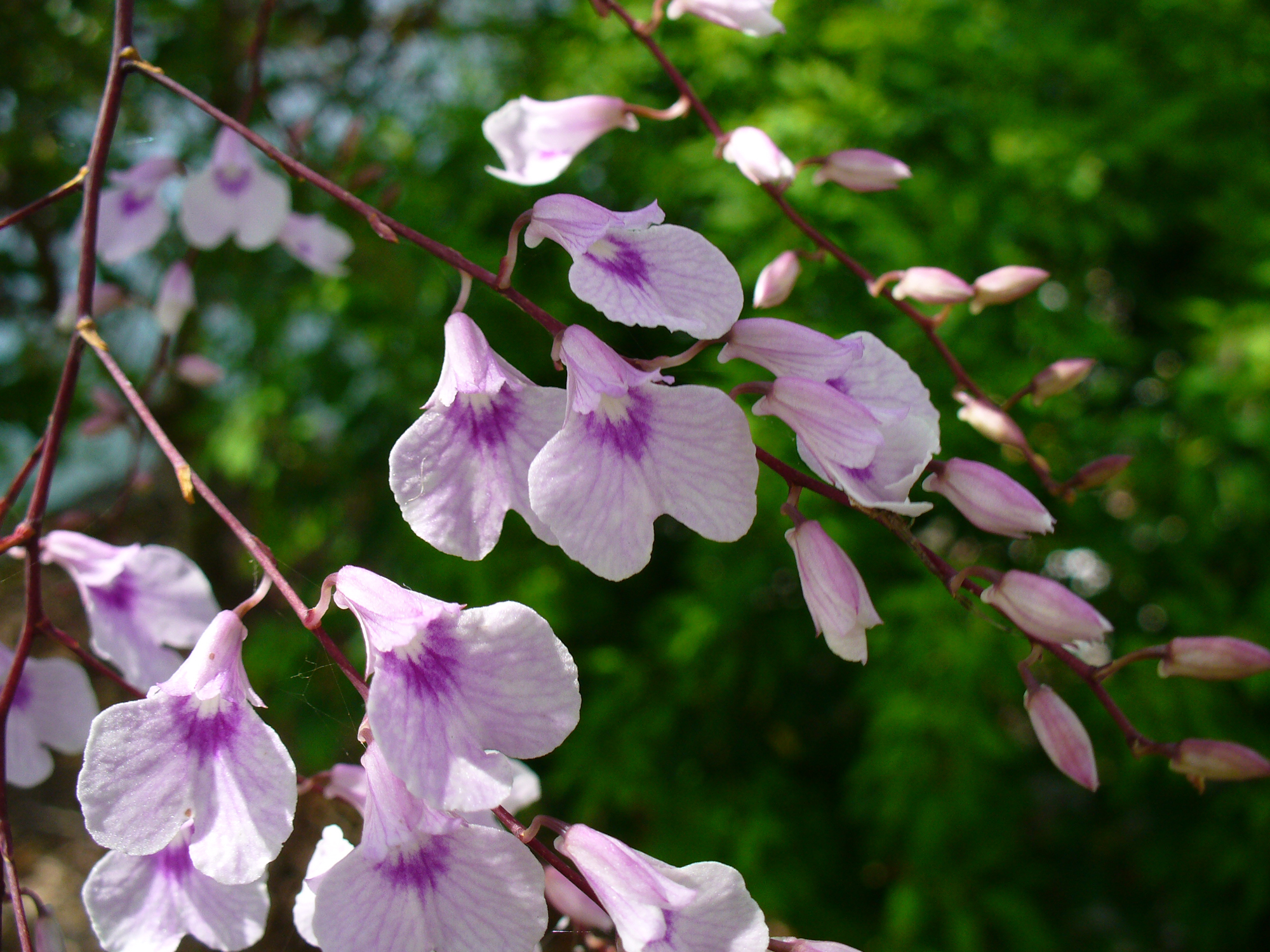
Ionopsis utricularioides

Imerinaea
Inobulbon
Ione
Ionopsis
Isabelia
Ischnocentrum
Ischnogyne
Isochilus
Isotria

### J
Jacquiniella
Jejosephia
Jumellea

### K
Kalimpongia
Kefersteinia
Kegeliella
Kerigomnia
Kinetochilus
Kingidium
Kionophyton
Koellensteinia
Konantzia
Kreodanthus
Kryptostoma
Kuhlhasseltia

### L
Lacaena
Laelia
Laeliocattleya
Laeliopsis
Lanium
Lankesterella
Leaoa
Lecanorchis
Lemboglossum
Lemurella
Lemurorchis
Leochilus
Lepanthes
Lepanthopsis
Lepidogyne
Leporella
Leptotes
Lesliea
Leucohyle
Leucorchis (Höswurzen) 
Ligeophila
Limodorum (Dingel)
Liparis (Glanzkräuter)
Listera (Zweiblatt)
Listrostachys
Lockhartia
Loefgrenianthus
Ludisia
Lueddemannia
Luisia
Lycaste
Lycomormium
Lyperanthus
Lyroglossa

### M

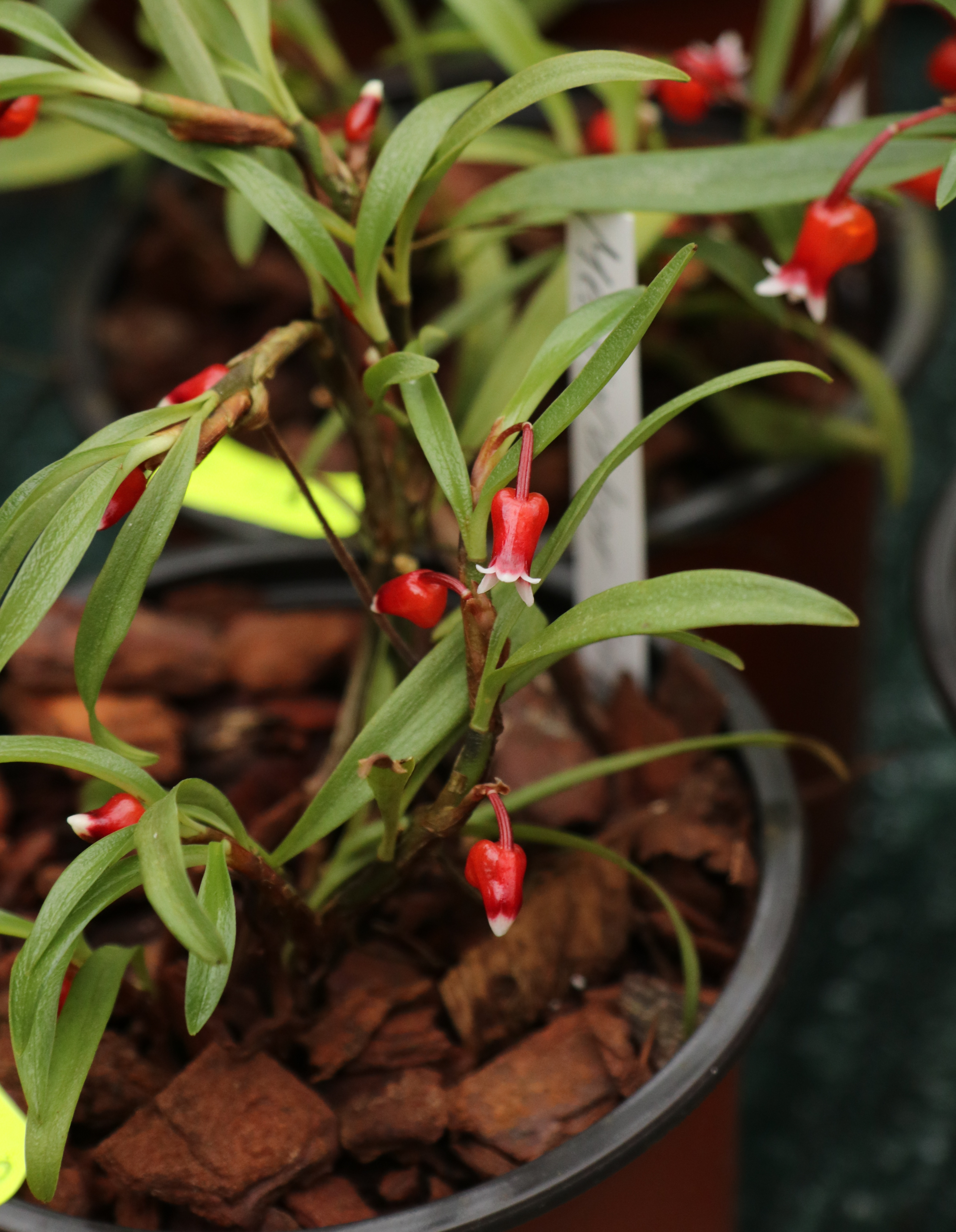
Mediocalcar bicolor

Macodes
Macradenia
Macroclinium
Macropodanthus
Malaxis (Einblatt)
Malleola
Manniella
Margelliantha
Masdevallia
Mastigion
Maxillaria
Mediocalcar
Megalorchis
Megalotus
Megastylis
Meiracyllium
Mendoncella
Mesadenella
Mesadenus
Mesoglossum
Mesospinidium
Mexicoa
Mexipedium
Microcoelia
Microepidendrum
Micropera
Microphytanthe
Microsaccus
Microtatorchis
Microthelys
Microtis
Miltonia
Miltoniopsis
Mischobulbum
Mobilabium
Moerenhoutia
Monadenia
Monanthos
Monomeria
Monophyllorchis
Monosepalum
Mormodes
Mormolyca
Mycaranthes
Myoxanthus
Myrmechis
Myrmecophila
Myrosmodes
Mystacidium

### N
Nabaluia
Nageliella
Neobathiea
Neobenthamia
Neobolusia
Neoclemensia
Neocogniauxia
Neodryas
Neoescobaria
Neofinetia
Neogardneria
Neogyna
Neomoorea
Neotinea (Keuschorchis)
Neottia (Nestwurzen)
Neottianthe (Kapuzenorchis)
Neowilliamsia
Nephelaphyllum
Nephrangis
Nervilia
Neuwiedia
Nidema
Nigritella (Kohlröschen)
Nothodoritis
Nothostele
Notylia

### O

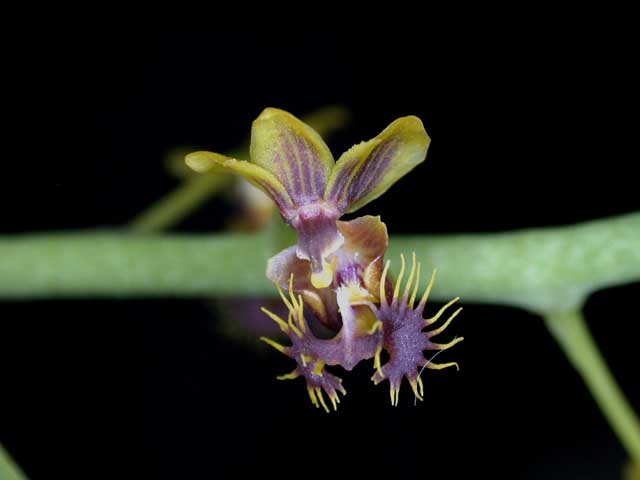
Phalaenopsis difformis (syn. Ornithochilus difformis)

Oberonia
Octarrhena
Octomeria
Odisha
Odontochilus
Odontoglossum
Odontorrhynchus
Oeceoclades
Oeonia
Oeoniella
Oerstedella
Olgasis
Oligophyton
Oliveriana
Omoea
Oncidium
Ophidion
Ophrys (Ragwurzen)
Orchipedum
Orchis (Knabenkräuter)
Oreorchis
Orestias
Orleanesia
Ornithocephalus
Ornithochilus
Ornithophora
Orthoceras
Osmoglossum
Ossiculum
Osyricera
Otochilus
Otoglossum
Otostylis

### P

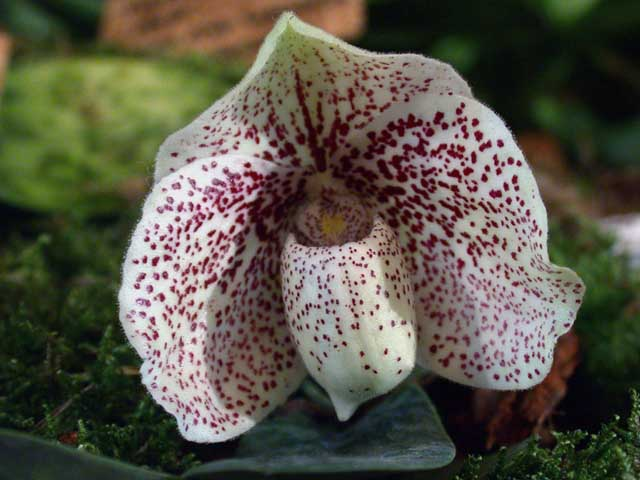
Paphiopedilum godefroyae

Pabstia
Pachites
Pachyphyllum
Pachyplectron
Pachystele
Pachystoma
Palmorchis
Palumbina
Panisea
Pantlingia
Paphinia
Papilionanthe
Papillilabium
Paphiopedilum
Papperitzia
Papuaea
Paradisanthus
Paralophia
Paraphalaenopsis
Parapteroceras
Pecteilis
Pedilochilus
Pedilonum
Pelatantheria
Pelexia
Pennilabium
Peristeranthus
Peristeria
Peristylus
Pescatoria
Phaius
Phalaenopsis
Pholidota
Phragmipedium
Phragmorchis
Phreatia
Phymatidium
Physoceras
Physogyne
Pilophyllum
Pinelia
Piperia
Pityphyllum
Platanthera (Waldhyazinthen)
Platycoryne
Platyglottis
Platylepis
Platyrhiza
Platystele
Platythelys
Plectorrhiza
Plectrelminthus
Plectrophora
Pleione
Pleurothallis
Pleurothallopsis
Plocoglottis
Poaephyllum
Podangis
Podochilus
Pogonia
Pogoniopsis
Polycycnis
Polyotidium
Polyradicion
Polystachya
Pomatocalpa
Ponera
Ponerorchis
Ponthieva
Porolabium
Porpax
Porphyrodesme
Porphyroglottis
Porphyrostachys
Porroglossum
Porrorhachis
Prasophyllum
Prescottia
Pristiglottis
Promenaea
Prosthechea
Protoceras
Pseudacoridium
Pseuderia
Pseudocentrum
Pseudocranichis
Pseudoeurystyles
Pseudogoodyera
Pseudolaelia
Pseudorchis (Höswurz)
Pseudovanilla
Psilochilus
Psychilis
Psychopsiella
Psychopsis
Psygmorchis
Pterichis
Pteroceras
Pteroglossa
Pteroglossaspis
Pterostemma
Pterostylis
Pterygodium
Pygmaeorchis
Pyrorchis

### Q
Quekettia
Quisqueya

### R

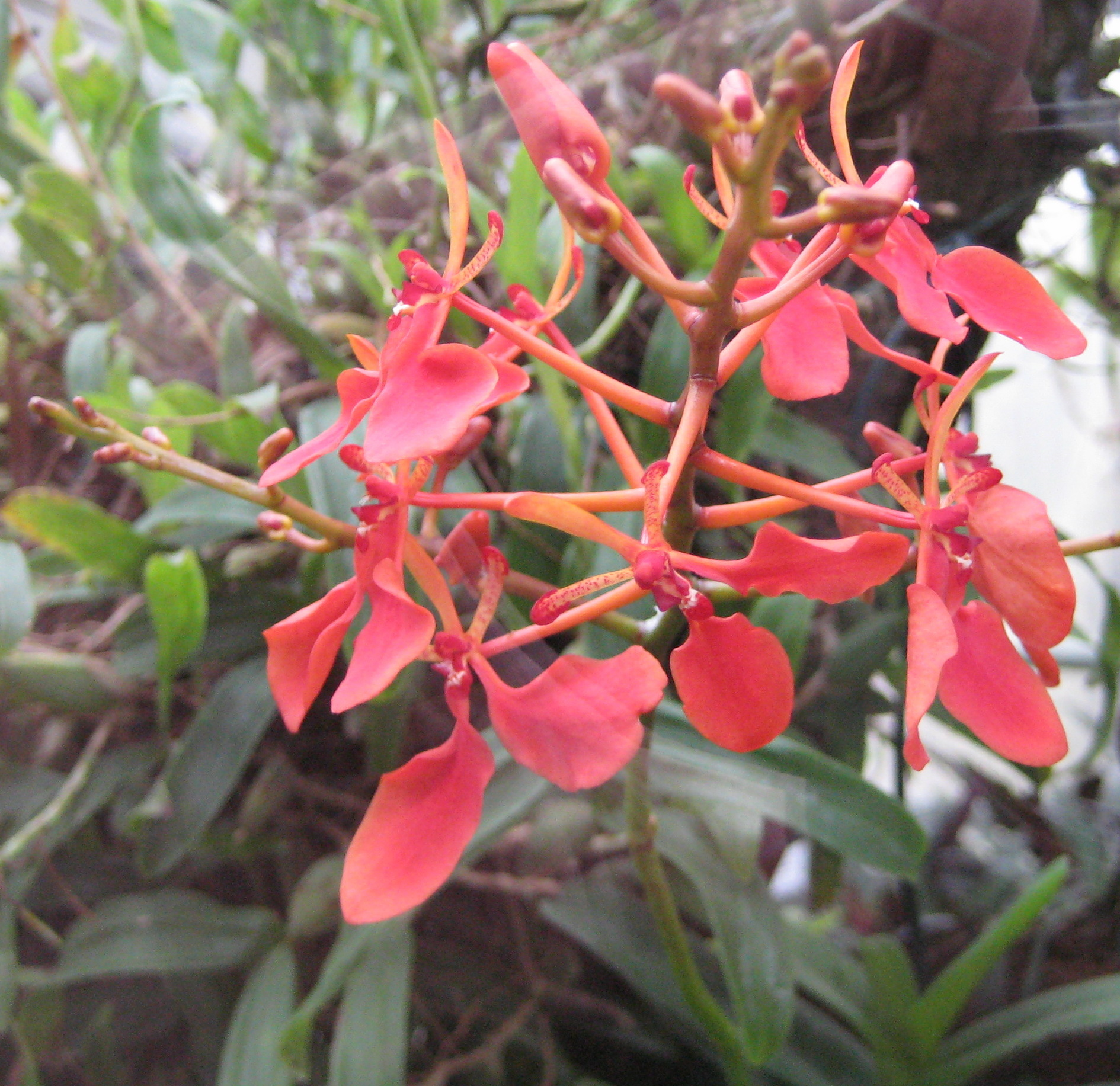
Renanthera imschootiana

Rangaeris
Rauhiella
Raycadenco
Reichenbachanthus
Renanthera
Restrepia
Restrepiella
Restrepiopsis
Rhaesteria
Rhamphorhynchus
Rhinerrhiza
Rhizanthella
Rhynchogyna
Rhyncholaelia
Rhynchophreatia
Rhynchostele
Rhynchostylis
Rhytionanthos
Ridleyella
Rimacola
Risleya
Robiquetia
Rodriguezia
Rodrigueziella
Rodrigueziopsis
Roeperocharis
Rossioglossum
Rudolfiella
Rusbyella

### S

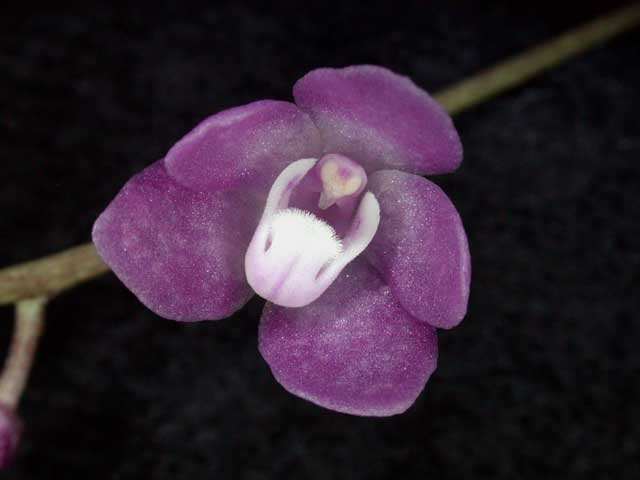
Sarcochilus ceciliae

Saccoglossum
Saccolabiopsis
Saccolabium
Sacoila
Salpistele
Sanderella
Sarcanthopsis
Sarcochilus
Sarcoglottis
Sarcoglyphis
Sarcophyton
Sarcostoma
Satyridium
Satyrium
Saundersia
Sauroglossum
Scaphosepalum
Scaphyglottis
Scelochiloides
Scelochilus
Schiedeella
Schistotylus
Schizochilus
Schizodium
Schlimmia
Schoenorchis
Schomburgkia
Schwartzkopffia
Scuticaria
Sedirea
Seidenfadenia
Selenipedium
Sepalosiphon
Serapias (Zungenstendel) 
Sertifera
Sievekingia
Sigmatostalix
Silvorchis
Sinorchis
Sirhookera
Skeptrostachys
Smithorchis
Smithsonia
Smitinandia
Sobennikoffia
Sobralia
Solenangis
Solenidiopsis
Solenidium
Solenocentrum
Sophronitella
Sophronitis
Soterosanthus
Spathoglottis
Sphyrarhynchus
Sphyrastylis
Spiculaea
Spiranthes (Drehwurzen)
Stalkya
Stanhopea
Staurochilus
Stelis
Stellilabium
Stenia
Stenocoryne
Stenoglottis
Stenoptera
Stenorrhynchos
Stephanothelys
Stereochilus
Stereosandra
Steveniella
Stictophyllum
Stigmatosema
Stolzia
Suarezia
Summerhayesia
Sunipia
Sutrina
Svenkoeltzia
Symphyglossum
Synanthes
Synarmosepalum
Systeloglossum

### T
Taeniophyllum
Taeniorrhiza
Tainia
Tangtsinia
Tapeinoglossum
Taprobanea
Telipogon
Tetragamestus
Tetramicra
Teuscheria
Thaia
Thecopus
Thecostele
Thelasis
Thelychiton
Thelymitra
Thelyschista
Thrixspermum
Thulinia
Thunia
Thysanoglossa
Ticoglossum
Tipularia
Tolumnia
Tomzanonia
Townsonia
Trachyrhizum
Traunsteinera (Kugelorchis)
Trevoria
Trias
Triceratorhynchus
Trichocentrum
Trichoceros
Trichoglottis
Trichopilia
Trichosalpinx
Trichosma
Trichotosia
Tridactyle
Trigonidium
Triphora
Trisetella
Trizeuxis
Tropidia
Trudelia
Tsaiorchis
Tuberolabium
Tubilabium
Tulotis
Tylostigma

### U
Uleiorchis
Uncifera
Urostachya

### V

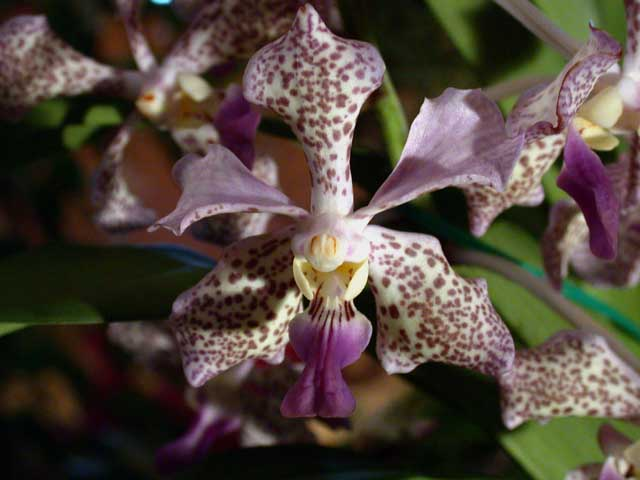
Vanda tricolor

Vanda
Vandopsis
Vanilla (Vanille)
Vargasiella
Vasqueziella
Ventricularia
Vesicisepalum
Vexillabium
Vrydagzynea

### W
Wallnoeferia
Warmingia
Warrea
Warreella
Warreopsis
Warscaea
Wullschlaegelia

### X
Xenikophyton
Xerorchis
Xiphosium
Xylobium

### Y
Yoania
Ypsilopus

### Z

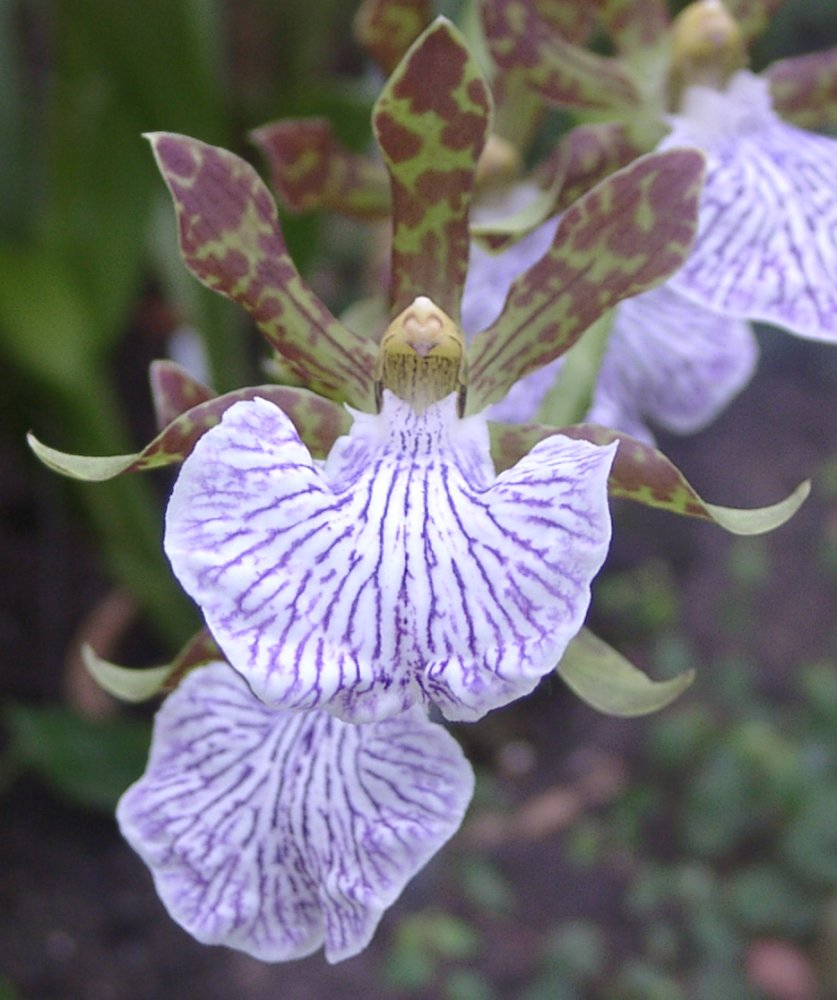
Zygopetalum mackayi

Zeuxine
Zootrophion
Zygopetalum
Zygosepalum
Zygostates

## Nachweise
Die hier alphabetisch aufgeführte Liste der gültigen Orchideengattungen orientiert sich im Wesentlichen an:
- Rudolf Schlechter: Die Orchideen 4 Bd.& Regist., 3. Auflage (überarb. Senghas, K.; 1985–2003) – Ein Standardwerk zum Thema Orchideen
- L. Watson, M. J. Dallwitz: The Families of Flowering Plants, Orchidaceae Juss. (engl.)